# Farson
Farson é uma Região censo-designada localizada no estado norte-americano de Wyoming, no Condado de Sweetwater.

## Demografia
Segundo o censo norte-americano de 2000, a sua população era de 242 habitantes.

## Geografia
De acordo com o United States Census Bureau tem uma área de
201,5 km², dos quais 195,4 km² cobertos por terra e 6,1 km² cobertos por água. Farson localiza-se a aproximadamente 2016 m acima do nível do mar.

## Localidades na vizinhança
O diagrama seguinte representa as localidades num raio de 72 km ao redor de Farson.